# بين ديمبسي
بين ديمبسي (بالإنجليزية: Ben Dempsey)‏ هو لاعب كرة قدم بريطاني، ولد في 25 نوفمبر 1999 في إنجلترا في المملكة المتحدة. لعب مع تشارلتون أثلتيك.